# فیلیپ دووژاک
فیلیپ دووژاک (به انگلیسی: Filip Dvořák) (زادهٔ ۳۰ ژوئیهٔ ۱۹۸۸ در پراگ) قایقران سرعتی و قایقران ماراتنی اهل جمهوری چک است. در بازیهای المپیک تابستانی ۲۰۱۲، او در ۱۰۰۰ C-2 متر مردان به رقابت پرداخت، و با یاروسلاو رادون، به مقام پنجم مشترک دست یافتند.